# Marco Herênio Piceno
Marco Herênio Piceno (em latim: Marcus Herennius Picens) foi um político romano da gente Herênia nomeado cônsul sufecto em 1 d.C.. Nada mais se sabe sobre ele.